# Merouan Bounekraf
Merouan Bounekraf, né le 14 septembre 1989 à Gonesse (Val-d'Oise), est un cuisinier et animateur de télévision français.
Il est connu du public depuis sa participation à la saison 10 de Top Chef, diffusée sur M6 en 2019.
De 2020 à 2022, il anime ou co-anime plusieurs émissions du groupe M6.

## Parcours

### Enfance et formation
Merouan Bounekraf naît le 14 septembre 1989 à Gonesse (Val-d'Oise). Il est élevé par sa mère, dans une famille monoparentale de trois enfants, dont il est le cadet.
Enfant il se rêve animateur télé ou radio et anime les bancs de son école. À 16 ans, alors qu'il n'est plus le bienvenu au lycée, il suit un stage de cuisine sur les conseils de sa mère à la suite duquel il entre en CAP à l'Institut des métiers de l'artisanat (IMA) de Villiers-le-Bel. Il y suit une formation en alternance en travaillant au restaurant Le Golf à Gonesse.
Là il se passionne pour la cuisine et passe des concours comme le trophée Jean-Louis Ganier en février 2008. À la fin de son CAP, Merouan Bounekraf est lauréat « Espoirs Cuisine 2009 » de la fondation Paul-Bocuse et entre en tant que commis dans le restaurant étoilé l’Auberge des Saints-Pères à Aulnay-sous-Bois. Il en devient sous-chef au bout d'un an, étant un cuisinier qui apprend vite.

### Débuts de carrière
Au bout de cinq ans il entre en tant que demi-chef de partie dans les cuisines du restaurant triplement étoilé du Bristol, tenu par le chef Éric Frechon. Au bout de trois mois, il est promu chef de partie et travaille pendant deux ans dans l'établissement.
Il travaille également à L'escargot 1903 (une étoile Michelin) et à l'hôtel Le Metropolitan où il est chef du restaurant.

### Participation àTop Chef2019
Au printemps 2018, Merouan Bounekraf dépose sa candidature pour participer au concours Top Chef. Il intègre la saison 10 de Top Chef, diffusée en 2019 sur M6. Il en est un des candidats marquants grâce à sa facette comédienne et ses citations,.
Intégré dans la brigade de Jean-François Piège, il est éliminé à la fin du neuvième épisode de la saison.

### Vidéaste et théâtre
Après Top Chef, Merouan Bounekraf envisage de monter son propre restaurant et organise des dîners privés. Il tourne des vidéos avec Edwina Girard pour sa chaîne You Tube « un gars, une quiche ». 
Il se produit également en stand up au théâtre Trévise à Paris en 2019.

### Publication
Le 21 octobre 2020, il publie le livre de recettes, intitulé Accords mets et vannes, après avoir publié Apéros dînatoires à la plancha.

### Animation à la télévision
En 2020, il participe à  Un diner presque parfait sur W9, lors d'une semaine spéciale Défis impossibles où il intervient chez chaque candidat pour imposer un ingrédient et les aider dans la préparation du dîner. À partir de septembre 2020, il anime en seconde partie de soirée sur M6 Le meilleur pâtissier : gâteaux sur commande aux côtés de Julia Vignali. Dans l'émission, il donne des conseils aux candidats. 
D'avril 2021 à juin 2021, il fait partie du jury de Mon gâteau est le meilleur de France, aux côtés de Cyril Lignac, Luana Belmondo, Pépée Le Mat et Louise Petitrenaud. Il est également présentateur de la série documentaire Top Chef : les restaurants les plus extraordinaires sur le service 6Play.
En 2022, il intègre le jury de l'émission La Meilleure boulangerie de France, sur M6.
En parallèle de ses activités à la télévision, Merouan Bounekraf se lance dans un projet de boulangerie-pâtisserie : « Panade » ouvre fin 2021, dans le 15e arrondissement de Paris,.

## Publications
- Merouan Bounekraf, Apéros dînatoires à la plancha : Plus de 40 recettes à partager entre amis, Larousse, mai 2020, 128 p. (ISBN 2035987318).
- Merouan Bounekraf, Accords mets & vannes ! : Les recettes d'un chef au talent fou, Larousse, octobre 2020, 146 p. (ISBN 978-2-03-598612-2).